# Лажесс, Марсель
Мария Рита Марсель Лажесс (7 февраля 1916, Катр-Борн — 8 марта 2011) — маврикийская франкоязычная писательница.

## Биография
Марсель Лажесс родилась в городе Катр-Борн на острове Маврикий. В юном возрасте она вышла замуж за Гастона Лажесса. Через некоторое время она овдовела, после чего переехала к отцу, колониальному чиновнику, на Соломоновы острова, где прожила с 1938 по 1942 год, после чего вернулась на Маврикий. В 1945 году она опубликовала свой первый сборник рассказов «Les contes du samedi» под псевдонимом Рита Марк. В 1958 году она опубликовала свой первый роман «Дилижанс отправляется на рассвете», который был удостоен премии Роберта Баргеса. За ним последовали другие её романы. Кроме романов, она написала несколько пьес, в том числе для постановки на радио. Она также являлась автором исследований по истории острова.
С 1942 по 1950 год Марсель Лажесс работала журналистом в «Savez vous que?», официальном издании Маврикийского управления по связям с общественностью. Лажесс также регулярно писала для трех маврикийских ежедневных газет: «Le Cernéen», «Le Mauricien» and «Advance». С 1961 по 1971 год она вела еженедельную колонку в газете «Action». Лажесс ушел из журналистики в 1987 году.
Романы Марсель Лажесс были переведены на русский и английский языки. На русском языке доступны романы Марсель Лажесс «Фонарь на бизань-мачте», «Утро двадцатого флореаля» и «Дилижанс отправляется на рассвете».
Заслуги Лажесс в области литературы были высоко оценены как на Маврикии, так и во Франции. Она стала офицером французского ордена Академических пальм и кавалером французского ордена «За заслуги». В 1981 году она получила французское гражданство. В 2015 году Марсель Лажесс была награждена орденом Звезды и Ключа Индийского океана, высшим орденом республики Маврикий.
Марсель Лажесс скончалась в возрасте 95 лет после продолжительной болезни.

## Издание на русском языке
- Фонарь на бизань-мачте: Романы / пер. с фр. И. Варламовой; послесловие С. Прожогиной. - М. : Худож. лит., 1990. - 428,[2] с. : ил.; 20 см.; ISBN 5-280-01253-X